# Сельское поселение Серноводск
Сельское поселение Серноводск — муниципальное образование в Сергиевском районе Самарской области.
Административный центр — посёлок Серноводск.

## Административное устройство
В состав сельского поселения Серноводск входят:
- посёлок Серноводск,
- посёлок Красноярка.